# 圣奥诺里讷拉纪尧姆
圣奥诺里讷拉纪尧姆（法語：Sainte-Honorine-la-Guillaume）是法国奥恩省的一个市镇，位于该省北部偏西，属于阿尔让唐区。该市镇总面积14.87平方公里，2009年时的人口为370人。

## 交通
奥恩省省道D15线和D216线在镇中心交汇，省道D21线经过境内东部。

## 人口
圣奥诺里讷拉纪尧姆人口变化图示